# Letham
Letham (Leθam, Leθns, Leθa, Leθms, Leta) est une divinité du domaine chtonien ou de la fertilité de la mythologie étrusque, dont nous ne savons que peu de choses.

## Présentation
Le nom de Letham est inscrit sous quatre formes différentes sur le foie de Plaisance, cinq si l'on inclut Leta, inscrit sur la vésicule. Cette divinité est également la destinataire de plusieurs rituels cités sur la tuile de Capoue, sans que l'on puisse déterminer ses domaines de compétences. Sa position sur le foie de Plaisance peut laisser penser qu'il s'agit peut-être d'une divinité chthonienne de la fertilité.
Un miroir (Naissance de Menrva) est le seul objet connu qui la représente. Cependant, l'état du miroir ne permet même pas de déterminer ses caractéristiques sexuelles.